# Makhourédia Diodio Diouf Fall
Pour les articles homonymes, voir Makhourédia.
Makhourédia Diodio Diouf (Maxuraja Joojo Juuf en wolof) est le onzième damel du Cayor – le souverain d'un royaume pré-colonial situé à l'ouest de l'actuel Sénégal. 

## Biographie
Succédant à Mafaly, il règne pendant sept ans, de 1684 à 1691.
À sa mort, Biram Mbenda Thilor lui succède, mais le prince Madiakhère tente de lui ravir le pouvoir. Cependant cette usurpation ne dure que quelques heures.